# 石垣御神埼灯台
 石垣御神埼灯台（いしがきおがんさきとうだい）は、沖縄県石垣市崎枝に所在する灯台。地名としての御神埼には「うがんざき」という読み方もあるが、海上保安庁による灯台の呼称は「おがんさき」である。

## 概要
御神埼は石垣島の屋良部半島西部に位置する。灯台の点灯・運用開始は1983年3月11日。灯台の高さは17mである。光源には太陽電池が使用されている。
灯台の近くには、灯台設置前の1952年12月8日に沖合で遭難した八重山丸の慰霊碑が建てられている。